# Tribalus rubriculus
Tribalus rubriculus är en skalbaggsart som beskrevs av Schmidt 1890. Tribalus rubriculus ingår i släktet Tribalus och familjen stumpbaggar. Inga underarter finns listade i Catalogue of Life.